# Sokolska planina
Le mont Sokolska planina (en serbe cyrillique : Соколска планина), encore appelé Sokolske planine (Соколске планине), est une montagne de l'ouest de la Serbie. Il s'élève à une altitude de 917 m.
Le mont Sokolska planina fait partie du groupe de montagnes de Podrinje-Valjevo, dans une des franges les plus orientales des Alpes dinariques. 

## Géographie
La Sokolska Planina est la plus élevée des montagnes situées dans les régions de Rađevina et de Jadar, dans le Podrinje serbe. Elle s'étend au sud-est de Krupanj, entre la Drina, les régions d'Azbukovica et de Rađevina et les monts Jagodnja. Elle est bordée par la Drina et l'Uzovnica à l'ouest, par la Ljubovija au sud, et par la Kriva reka et la Bogoštica au nord-est. Elle est séparée des monts Jagodnja par la Vukova reka.